# Estación de Fira València
Fira València es una estación de la línea 4 de Metrovalencia inaugurada en septiembre de 1999. Se encuentra en la avenida de las Ferias, en Benimámet, junto a la Feria de Muestras de Valencia, donde se levanta un andén al lado de la vía del tranvía.
Esta estación presta servicio únicamente los días de feria, y en ella paran los trenes procedentes de Doctor Lluch. La mayoría de los tranvías tienen destino "Vicent Andrés Estellés".